# Hama (Ouham)
Pour les articles homonymes, voir Hama (homonymie).
Hama est une commune rurale de la préfecture de l’Ouham, en République centrafricaine. Elle s’étend à l’est de la ville de Batangafo.

## Géographie
La commune de Hama est située au nord-est de la préfecture de l’Ouham.
| Bakassa        | Bédé |      |
| Nana-Markounda | Hama | Bédé |
| Nana-Bakassa   | Bédé |      |

## Villages
La plupart des villages sont localisés sur l’axe Batangafo – Bowara.
Les villages principaux sont : Bobaguene et Bomanda 1. 
La commune compte 19 villages en zone rurale recensés en 2003 : Bezanga, Bobaguene, Bode, Bogbodo, Bomanda 1, Bomanda 2, Bondili, Bopanguio, Boro, Bossite, Bougourou, Boyaka, Gbakara, Gouin, Guira, Kerengue, Ngbada 1, Ngbada 2, Vala 1.

## Éducation
La commune compte 6 écoles publiques : Pama, Bosseli, Bode, Bomanda 1, Bomanda et Kagoe.